# Sincerely Yours (中村雅俊のアルバム)
『Sincerely Yours』（シンシアリー・ユアーズ）は、中村雅俊の初のミニ・アルバム。1987年12月10日に日本コロムビアから発売された。

## 概要
「もう一度抱きたい」「さよならが言えなくて」の2か月連続リリースのシングルを経て発売された本作は、発売当時に中村自身が出演しているCMソングやテレビ主題歌などタイアップ楽曲を集めたミニ・アルバム。
本作の楽曲制作には松本隆、高見沢俊彦、織田哲郎、売野雅勇、芹澤廣明など当時の売れっ子作家が多数集結している。

### タイアップ
本作の1曲目には中村が主演した1987年公開の映画『この愛の物語』の挿入歌「時間よ古い友達なら」を収録。同曲は映画サウンドトラックにも収録されているが、そちらでは作曲を担当した久石譲による歌唱となっている。

### 補足事項
2021年7月1日、本作を含むオリジナル・アルバム3作、ライブ・アルバム4作の音楽配信が新たに開始されたことにより、同日を以て2021年7月時点で既に発表済のアルバム全34作が配信で揃うことになった。

## 収録曲

### LPレコード、カセット・テープ

#### Side 1
1. 時間よ古い友達なら
  - 作詞：冬杜花代子、作曲・編曲：久石譲
  - 映画『この愛の物語』挿入歌
2. 想い出と呼ばないで
  - 作詞：松本隆、作曲：織田哲郎、編曲：町支寛二
  - 「もう一度抱きたい」B面曲。
3. Sincerely （Day & Day）
  - 作詞：売野雅勇、作曲：芹澤廣明、編曲：板倉文、コーラス・アレンジ：柴矢俊彦
  - ポーラ化粧品「デイ・アン・デイ」CMソング
4. さよならが言えなくて
  - 作詞・作曲：高見沢俊彦、編曲：佐藤準
  - ダイドードリンコ「ダイドーブレンドコーヒー」イメージソング
  - THE ALFEEのアルバム『DNA Communication』に収録された『Kitto』(メインボーカルは桜井賢)は本作のメロディをベースに新たに英語詞を付けたセルフカバー。

#### Side 2
1. 急がば笑え
  - 作詞・作曲：高見沢俊彦、編曲：佐藤準
  - 「さよならが言えなくて」B面曲。
2. もう一度抱きたい
  - 作詞：松本隆、作曲：中崎英也、編曲：佐藤準
  - テレビ朝日系列ドラマ『制作2部青春ドラマ班』主題歌
3. 誰かが君を探してる
  - 作詞：売野雅勇、作曲：織田哲郎、編曲：新川博、コーラス・アレンジ：大塚修司
  - 全労済 CMソング

### CD
1. 時間よ古い友達なら
2. 想い出と呼ばないで
3. Sincerely （Day & Day）
4. さよならが言えなくて
5. 急がば笑え
6. もう一度抱きたい
7. 誰かが君を探してる